# هنری پی. اچ. برومول
هنری پلهام هولمز برومول (Henry Pelham Holmes Bromwell) (زادهٔ ۲۶ اوت ۱۸۲۳ – درگذشتهٔ ۹ ژانویه ۱۹۰۳)، وکیل، سیاستمدار اهل ایلینوی و فراماسون سرشناس آمریکایی بود. او قاضی و وکیل بود که از سال ۱۸۶۵ الی ۱۸۶۹ به‌عنوان نماینده ایالات متحده از طرف ایالت ایلینوی خدمت کرده و در سال ۱۸۷۰ زمانیکه به کلرادو نقل مکان نمود، کارهای وکالت خود را دنبال نمود و در آنجا برای تدوین اساسنامه ایالت منصوب شد. در سال ۱۸۵۴ برومول وارد فراماسونری شد و در سال ۱۸۶۴ استاد اعظم ایالت ایلینوی شد. وقتیکه او به کلرادو نقل مکان نمود، به‌طور افتخاری اولین استاد اعظم ایالت شد. او معماران پذیرفته شده و آزاد که یک منسک جدید برای فراماسونری است، به مقصد آموزش کار از دست رفته این هنر به مبتدیانش را در سیستم هندسی برومول ایجاد کرد. پس از مرگ او، شعبه بزرگ کلرادو نوشتهٔ او را در مورد ماهیت درونی هندسه مقدس در کتاب «احیای هندسه و نماد ماسونی» (Restorations of Masonic Geometry and Symbolry) چاپ کرد.

## خانواده و تحصیلات

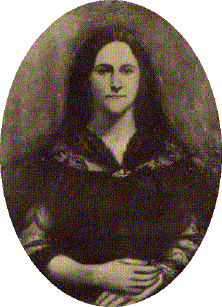
هنریتا الیزابت برومول

برامول متولد بالتیمور، مریلند، در سال ۱۸۲۴ همراه با والدینش به سینسیناتی، اوهایو و سپس در سال ۱۸۳۶ از آنجا به شهرستان کامبرلند، ایلینوی، تغییرمکان دادند. او در مدارس خصوصی ایالت‌های ایلینوی و اوهایو شامل آکادمی مارشال (مارشال در ایلینوی) شرکت کرده و در سال ۱۸۴۴ به عنوان آموزگار در آن آکادمی گماشته شد. در سال ۱۸۶۷ او مدرک افتخاری کارشناسی ارشد هنر را از دانشگاه مک کندری به‌خاطر شهرت گسترده‌اش در علم و دانش به‌دست‌آورد.
برومول در ۲۰ ژوئن ۱۸۵۸، با امیلی ای پین ازدواج نمود. آنها سه فرزند داشتند، ایما ام برومول (۱۸۶۵–۱۸۶۴)، هنری پلهام پین برومول (۱۸۸۱–۱۸۶۲) و هنریتا الیزابت برومول (۱۹۴۶–۱۸۵۹).‏ در فوریه ۱۸۶۵ ایما تقریباً همزمان با همسرش درگذشت. هنری جونیور که در آن زمان حقوق می‌خواند به تب حصبه مبتلا شد و در سن نوزده سالگی در دنور درگذشت.
بعد از بیست سال مقابله با بیماری، در ۹ ژانویه ۱۹۰۳ برومول در شهر دنور، کلرادو وفات و در قبرستان ریورساید به خاک سپرده شد.

## سیاست و حقوق
خانواده او در سال ۱۸۴۸ به واندالیا، ایلینوی نقل مکان کردند که برومول درآنجا برای روزنامه پدرش، عصر بخار کار می‌کرد و در رشته حقوق تحصیل کرد. در سال ۱۸۵۳ برومول به وکالت پذیرفته شد و تا سال ۱۸۵۸ در واندالیا فعالیت کرد. اندکی پس از پذیرفته شدن به وکالت، او به عنوان قاضی شهرستان ایالت فایت، ایلینوی و همچنین رئیس رسمی هیئت مدیره شهرستان تعیین و مسئولیت ساخت دوباره دادگاه به او تفویض شد. برومول در جریان وکالت در واندالیا، «عضو همان دادگاه بود که آقای لینکن نیز عضویت آن را داشت، او و قاضی برومول اصولاً دوستان صمیمی و از نظر سیاسی هم عقیده بودند». در سال ۱۸۶۰ برومول به عنوان عضوهیئت انتخاب کننده ریاست جمهوری برای لینکن برگزیده شد. در سال ۱۸۵۷ به چارلستون، ایلینوی نقل مکان نمود. (از ۴ مارس ۱۸۶۵ تا ۳ مارس ۱۸۶۹) برومول به عنوان یک جمهوری‌خواه در کنگره‌های سی ونهم و چهلم انتخاب شد.
در اکتبر- نوامبر ۱۸۷۰، برومول به طرف کلرادو حرکت و در ۱۰ نوامبر وارد کلرادو شد، او از سال‌های ۱۸۷۳–۱۸۷۴‏ در آنجا به عنوان یکی از اعضای مجلس قانون‌گذاری «که بالاترین نهاد قانون‌گذاری آن منطقه است» برگزیده شد. در سال ۱۸۷۵، به عنوان عضو کنوانسیون قانون اساسی ایالتی انتخاب شد و در اولین مجلس قانون‌گذاری کلرادو در سال ۱۸۷۸ برای خدمت کردن در مجلس نمایندگان منصوب و در سال ۱۸۸۱ به عنوان کمیسر برای بازنگری در قوانین ایالت گماشته شد.

## فراماسونری
برومول در سال ۱۸۵۴ در شهر واندالیا، ایلینوی تبدیل به یک فراماسون شد. او عضو شعبه شماره ۱۶ منع نوشابه‌های الکلی بود که از سال ۱۸۵۶ تا ۱۸۵۷ به عنوان ارباب محترم در آنجا خدمت کرد. زمانیکه به چارلستون نقل مکان کرد، او به شعبه شماره ۳۵ چارلستون پیوست که ازسال ۱۸۵۸ تا ۱۸۶۳ در آنجا به عنوان ارباب محترم و همچنین خطیب بزرگ برای شعبه بزرگ ایلینوی ایفای وظیفه نمود. او سپس به عنوان استاد اعظم برای شعبه بزرگ ایلینوی در سال ۱۸۶۴ یا ۱۸۶۵ (گزارش‌های متفاوت وجود دارد)، برگزیده شد.
بعد از رفتن به کلرادو در سال ۱۸۷۰، او به‌طور رسمی در سال ۱۸۷۴ به شعبه شماره ۵ دنور پیوست و درهمان سال به عنوان خطیب بزرگ شعبه بزرگ کلرادو انجام وظیفه نمود. در جریان نشست سالانه شعبه بزرگ در سال ۱۸۸۹، او به اتفاق آرا به عنوان عضو افتخاری شعبه بزرگ کلرادو ۱۸۸۹‏ «به دلیل خدمات برجسته او به سازمان» و همچنین «نمونه جزئی از قدردانی و توجه آنها به ویژگی‌های فردی و فراماسونی عالی او» انتخاب شد. این اولین باری بود که شخصی به عنوان عضو افتخاری شعبه بزرگ کلرادو نامزد شد و او تا زمان مرگش در سال ۱۹۰۳ تنها عضو افتخاری باقی ماند. این مقام برای این نبود که برومول نیازی به افزودن شهرت به عنوان یک فراماسون دانا و خوب دارد، بلکه به این دلیل بود که در تکریم او به خود ارج می‌گذاشتند.
در ۱۱ ژانویه ۱۹۰۳، شعبه بزرگ کلرادو مراسم تشییع جنازه برومول را برگزار کردند که در آن استاد اعظم سابقه، لارنس گرین لیف، به عنوان استاد اعظم جدید نقش ایفا کرد. مراسم مذهبی در اقامتگاه او انجام شد که در آن هشت استاد اعظم سابقه در میان تابوت بران او بودند.

## معماران آزاد و پذیرفته شده
برومول بانی شاخه جدیدی از فراماسونری به نام معماران آزاد و پذیرفته شده بود «که هدف آن بازگرداندن و حفظ مناسک از دست رفته صنعت سابق بود». این مناسک بعنوان «برومول محاصره شده توسط برادران علاقه‌مند به سیستم هندسی او» تشریح شده‌است. این مناسک بر اساس یک سیستم هندسی بود که در سال ۱۸۵۹ توسط برومول تکامل یافت و شامل با ارزش‌ترین معلوماتی بود که صرفاً از طریق یک سری مدارک ارائه می‌شد. مناسک اصلی شامل دو رتبه بود که به اسم‌های «معماران برگزیده» و «عالی‌ترین معماران» معروف بودند و در ۲۶ مه ۱۸۷۵، رتبه «معماران سلطنتی» نیز افزوده شد. این رتبه‌ها که در فراماسونری معرفی شدند، نوآوری نبودند؛ بلکه «برای انتقال دانش علامات ماسونی برای دانش آموزان این صنعت طراحی شده بودند که در غیر این صورت قابل دستیابی نبودند».
در ۱ مارس ۱۸۶۲، یک شعبه بزرگ از معماران پذیرفته شده و آزاد تشکیل شد که به «شعبه بزرگ King Davids F. &AA» معروف بود. این شعبه بزرگ در سال ۱۸۷۹ به دنور تغییر مکان داد و اولین جلسه آن در محل جدید در ۹ ژوئن همان سال برگزار شد. در بیست و یک سال وجود شعبه بزرگ به تعداد ۹ معماران استاد اعظم و پنج شعبه، به ترتیب: شماره .۱ کینگ دیوید در چارلستون ایلینوی؛ شماره ۲ پادشاه سلیمان در واشینگتن دی سی. شماره ۳ شاه هیرام در اسپرینگفیلد III. شماره ۴ هیلس بورو در هیلسبورو III. شماره ۵ پنتالفا در دنور، کول؛ با معافیت صادر شده به مثلث، لس‌آنجلس، کال در خلاصه مذاکرات آنها ذکر شده‌است. شعبه بزرگ تا سال ۱۸۸۳ دوام یافت و آخرین جلسه خود را در ۶ مارس برگزار کرد.